# The Black María
The Black María fue una banda de rock alternativo de toronto, Canadá. Después de la gira y la grabación activa entre 2003-2007, la banda ha entrado en un paréntesis permanente.

## Miembros

### Actuales
- Chris Gray: voz
- Alan Nacinovic: guitarra
- Scott Swain: guitarra y teclado
- Mike De Eyre: bajo
- Theo McKibbon: batería

### Antiguos
- Kyle Obispo: guitarra
- Derek Petrella: batería

## Discografía
- Lead Us to Reason - (2005) (Victory Records)
- A Shared History of Tragedy - (2006) (Victory Records)